# Ham Island
Ham Island ist eine bewohnte künstlich geschaffene Insel in der Themse, in Old Windsor, in England. Die Insel ist ungefähr 50 Hektar groß und es gibt 37 Häuser auf der Insel.

## Geschichte
Die heutige Insel war eine Halbinsel, umgeben von einem Mäander der Themse, bis der sogenannte New Cut gegraben wurde, als das Old Windsor Lock gebaut wurde. Am flussaufwärts gelegenen Ende der Insel wurde ein Wehr gebaut, ebenso wie flussabwärts an der Schleuse ein Wehr gebaut wurde. Durch den Bau des neuen Kanals wurde die Fahrstrecke in diesem Abschnitt um rund ein Drittel verkürzt.
Die ursprünglichen Häuser auf der Insel waren Ferienhäuser, die jedoch durch größere Häuser ersetzt wurden. Auf der Insel gibt es auch eine Kläranlage und einen Gnadenhof für Pferde.
Große Teile der Insel wurden Anfang 2014 überflutet und evakuiert.

## Erwähnung in der Literatur
Die Insel wird in dem Roman Drei Mann in einem Boot als der Ort erwähnt, wo man nach dem Passieren der Schleuse das erste Mal Windsor Castle in der Entfernung sieht.

## Schutz
Ein Teil der Insel ist Teil des mittelalterlichen Kingsbury Palace, einem Scheduled Monument.